# 일본 제국 육군의 역사
이 문서는 일본 제국 육군의 역사(大日本帝国陸軍の歴史)를 다룬다.
1603년부터 일본을 통치한 에도 막부는 직할령을 제외한 대부분의 영토를 번으로 나누어 자율적으로 통치를 맡겼고 따라서 일본 전체를 총괄하는 통일된 군대도 없었다. 막부군은 강력했지만 번을 통치하는 여러 제후의 협조가 중요했다. 그렇게 약 260년 일본을 통치한 에도 막부는 도막운동의 기운이 소용돌이치던 1867년 10월 14일 대정봉환을 통해 스스로 권력을 반납했고 12월 9일 왕정복고의 대호령이 내려지면서 종말을 고했다. 막부를 대신해 일본을 통치하게 된 메이지 신정부는 각종 근대화 시책을 추진했고 이 과정에서 서구의 문물을 받아들여 군비를 정비해 나갔다.

## 건군기

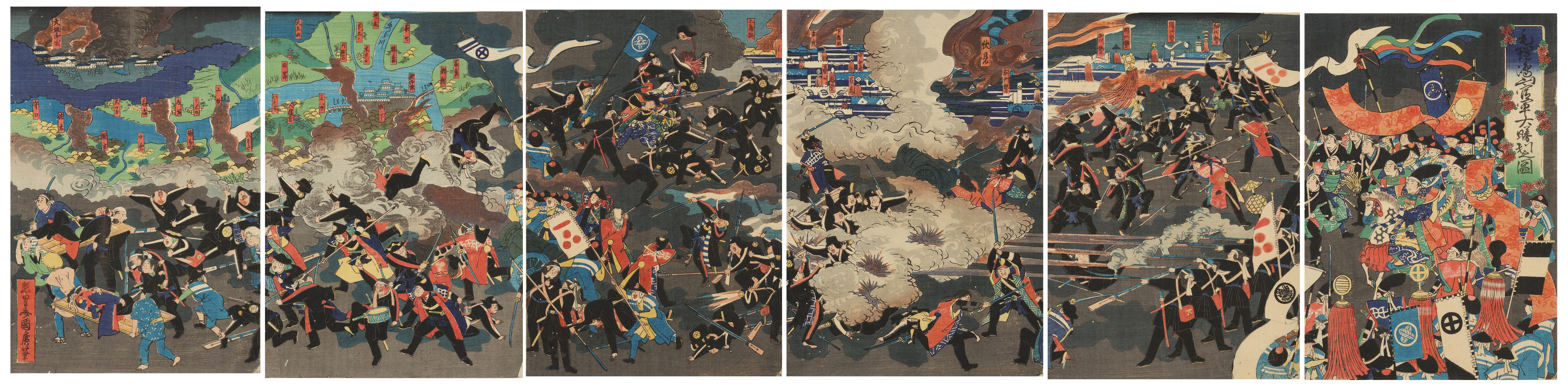
도바 후시미 전투.

대정봉환은 그동안 권력의 그늘에 밀려나 있던 일본의 천황이 친정할 수 있는 계기를 만들어 주었고 메이지 천황을 위시로 한 메이지 신정부는 권력의 기반이라 할 수 있는 병권의 장악을 꾀했다. 하지만 통일된 군비를 정비하기에는 자금과 인재, 무엇보다 시간이 부족했다. 이에 조슈번과 사쓰마번 등 각 번에 소속된 번병을 우선 정부군으로 삼아야 했다.

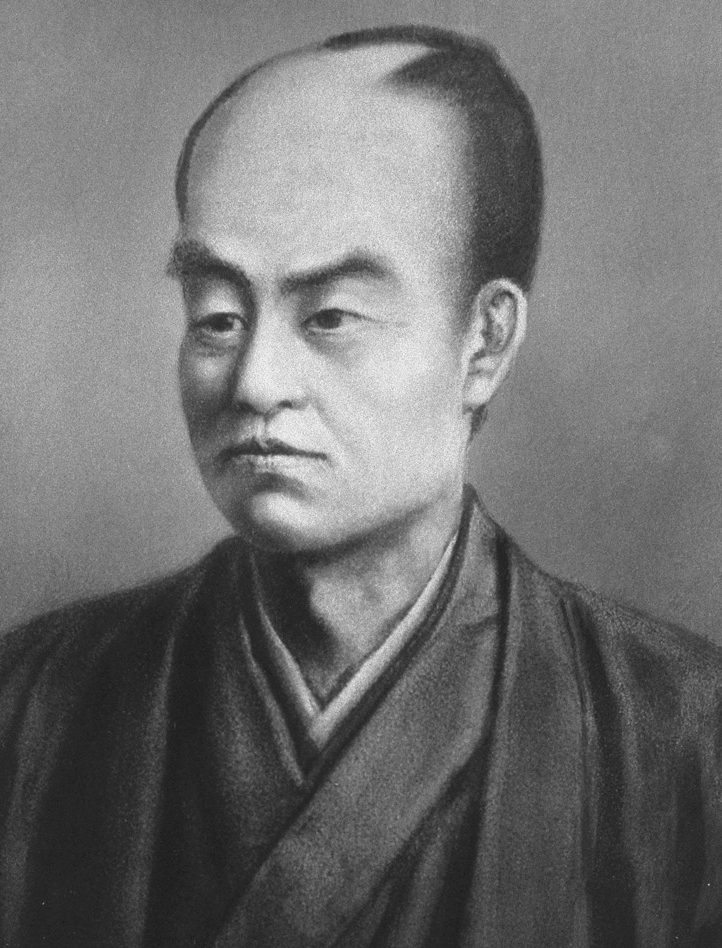
일본 육군의 아버지 오무라 마스지로.

도바·후시미 전투를 시작으로 일어난 보신 전쟁은 메이지 신정부로 하여금 군대의 편성을 서두르게 만들었다. 1868년 1월 17일 육해군과를 설치해 군무를 담당하도록 했으며 이는 곧 국방사무국과 군무관을 거쳐 1869년 7월 8일 병부성의 출범으로 이어졌다. 초대 병부경에는 고마쓰노미야 아키히토 친왕이 취임했지만 병부경은 명목상의 수장이었고 실질적인 사무는 병부대보로 임명된 오무라 마스지로가 관장했다.
오무라는 병권의 확립을 위해 해·육군성, 해·육병학료, 육군 병영, 총포화약제조소, 군의병원 설립 등 다섯 가지 기본 목표를 정하고 번병의 재편성을 위해 노력했다. 하지만 반 년 만에 오무라는 암살당하고 말았다.

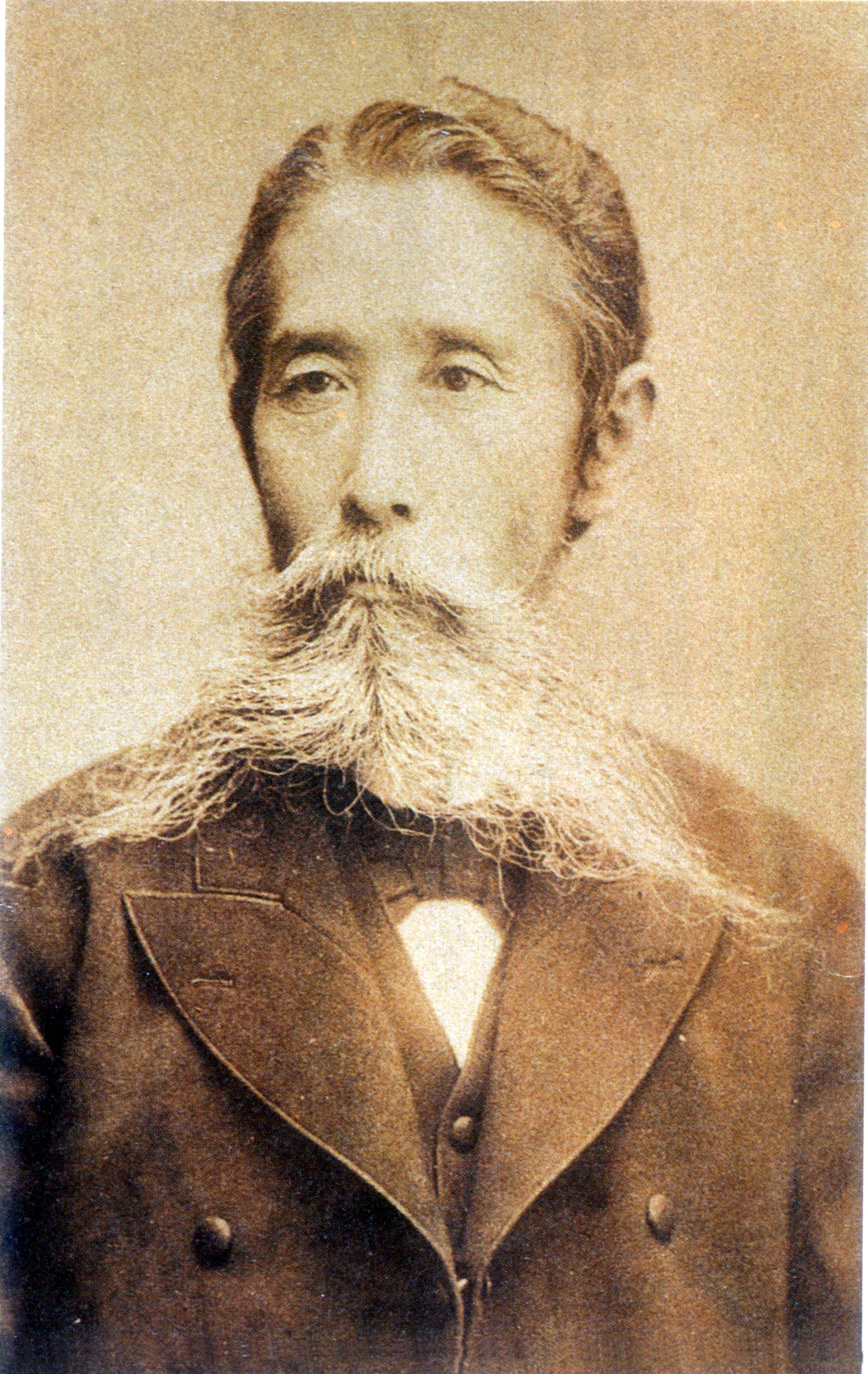
이타가키 다이스케.

한편 보신 전쟁을 승리로 이끈 이타가키 다이스케는 어친병의 창설을 구상했다. 막부가 근대적 육군을 육성하기 위해 초빙한 프랑스 장교와 누마 모리카즈 등 전습대 출신 인사들을 1869년 5월 신충대 군사 고문으로 채용한 뒤 프랑스식으로 병사들을 훈련시켰다. 또한 국민개병 원칙을 세워 1870년 11월 7일 사민평등에 입각한 국방의 의무를 선언했다.
1869년 6월 17일 판적봉환이 단행되었지만 각 번의 세력은 여전히 만만찮았고 신정부는 이들을 통제할 필요성을 느꼈다. 신정부는 각 번의 상비군 정원을 규정한 데 이어 군사 시찰을 위해 유럽을 다녀왔던 야마가타 아리토모와 사이고 주도 등이 귀국하자 군의 제식을 프랑스식으로 통일하는 등의 개혁을 추진했다. 1870년 11월 13일 「징병규칙」이 제정되었고 이어서 12월 「상비병 편제법」에 따라 각 번의 병제 규격이 통일됐다. 1871년 2월 조슈번·사쓰마번·도사번으로부터 6,000명의 병력을 이관받아 9개 보병대대, 2개 포병대, 2개 기병중대로 구성된 어친병을 조직했고 4월에는 도산도진대와 사이카이도진대를 창설했다. 이 어친병과 두 개의 진대 병력을 바탕으로 신정부는 7월에 폐번치현을 단행했다. 8월에는 각 번의 사족 병력을 해산한 뒤 이들 중 지원자를 받아들여 도쿄·오사카·진제이·도호쿠진대를 창설한 뒤 기존의 도산도·사이카이도진대를 폐지했다. 각 진대는 약 8,000명의 병력으로 구성되어 있었고 대부분이 보병이었지만 포병과 공병도 존재했다. 그리고 병부성에 육군부와 해군부를 설치했다. 이처럼 1871년(메이지 4년)에는 병제가 크게 변화하고 신체제가 정비되었는데 이 해가 근대 일본 육군의 시작으로 인식되고 있다. 이러한 정비는 외국의 위협을 막기 위한 것이 가장 주요한 목적이었다. 특히 일본은 러시아의 남하를 두려워했는데 재정 형편상 신정부가 러시아의 위협에 대해 실질적인 계획을 세운 것은 거의 없었다.

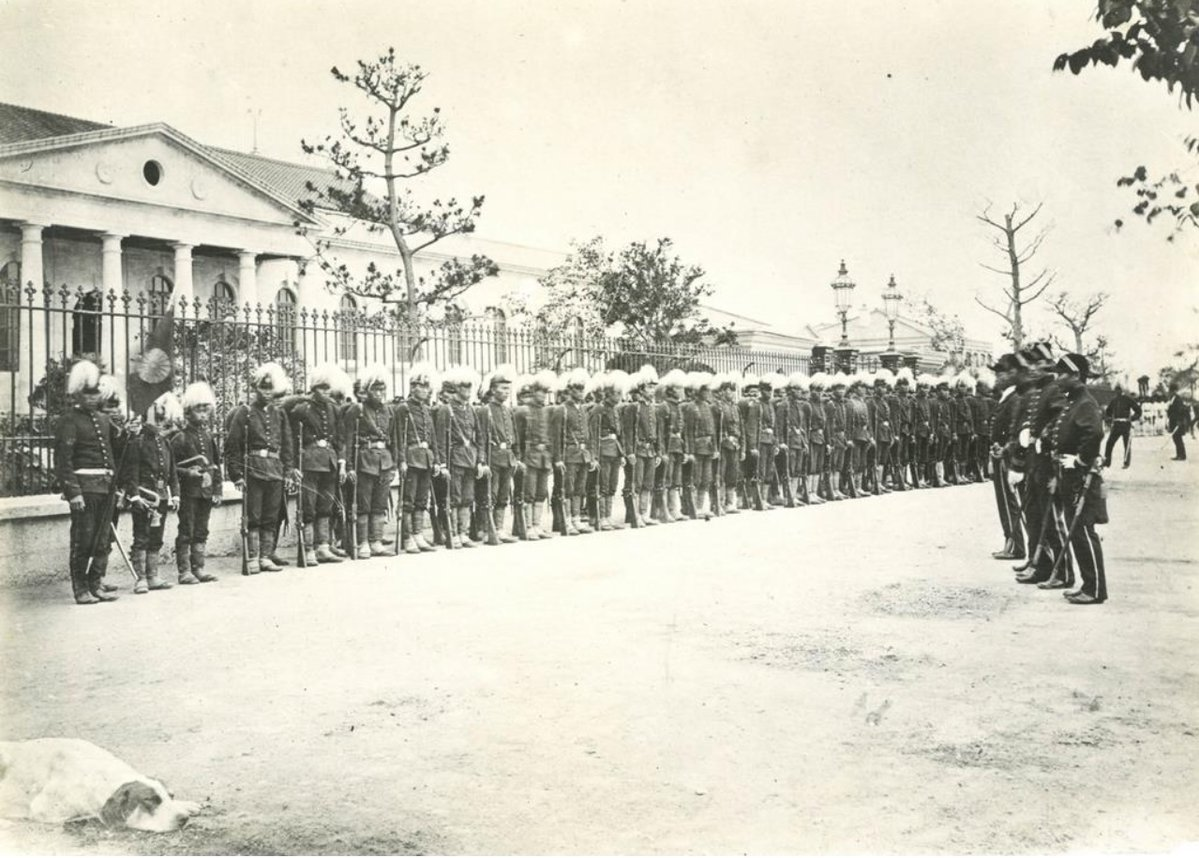
1872년경 근위병을 촬영한 사진.

1872년 2월 병부성을 육군성과 해군성으로 분리했으며 어친병을 근위병으로 개칭한 뒤 근위국을 두어 통솔토록 했다. 11월 「징병령」 시행과 더불어 병역 구분을 명문화했는데 현역으로 3년을 복무한 뒤 예비군으로 4년을 복무할 것을 규정하고 있었다. 1873년 전체 인구 3,500만 명 중에서 현역으로 징병된 수는 17,900명이었고 2년 뒤에는 33,000명으로 늘어났다. 1873년 1월 보병·기병·포병·공병·병참병을 각 상비군 부대에 편입하여 각 진대에 입영하도록 했다. 또한 같은 달에 나고야와 히로시마에 진대를 설치해 6개 진대·6개 군관 체제를 이루었다.
1874년 1월 대대 편제였던 근위병을 연대로 편성한 뒤 진대도 대대에서 연대로 개편되었고 각 연대는 천황으로부터 군기도 수여받았다. 한편 홋카이도의 경우 본디 진대가 설치될 예정이었지만 인구가 적어 이행되지 못하다가 1875년 5월에 이르러 헌병 신분을 가진 둔전병을 설치하여 반농반병 형태로 근무하게 했다. 이들은 홋카이도의 개척과 러시아를 견제하는 역할을 맡았다.
급속한 병제 개혁 및 병력 확대와 더불어 간부를 양성하는 것이 새로운 문제로 떠올랐고 이의 해결을 위해 각종 학교의 정비가 진행됐다. 1868년 8월 교토에 설치된 병학교는 병학소로 개칭됐다가 1869년 9월 오사카로 이전한 뒤 병학료로 바뀌었다. 1871년 오사카 병학료는 육군병학료와 해군병학료로 분리됐으며 12월 7일 육군병학료가 도쿄로 이전했다. 1874년 12월 육군병학료를 육군사관학교로 개편하여 이듬해부터 생도 교육을 시작했다. 한편 에도 시대에 세워진 해군조련소가 1869년 도쿄로 이전했고 1870년 12월 25일 해군병학료로 개칭됐다가 1876년 다시 해군병학교로 바뀌었다. 요코하마에도 어학소가 만들어져 프랑스어를 가르쳤다. 그 외에도 청년학사, 유년학사, 교도대 등의 교육 기관이 만들어졌는데 병학료 소속이던 교도대는 1873년 8월 독립하여 하사관의 교육을 담당하는 육군교도단으로 발전했다. 1875년 5월 육군유년학교와 육군 도야마 학교가 만들어졌다가 1877년 1월 육군유년학교는 폐지되고 육군사관학교에 흡수됐다.

## 사족 반란
근대적 육군의 창설은 외국의 위협, 특히 러시아의 남하를 막기 위한 목적이 있었지만 신정부가 느낀 더 큰 위협은 반란이었다. 보신 전쟁이 진압된 뒤에도 신정부에 저항하는 사족과 농민의 폭동은 끊이질 않았기 때문이다. 이러한 사족 반란은 주로 번병에 의해 진압되었으며 진대가 설치되어 국가 방위 책임을 신정부가 짊어진 다음에도 병제가 갖추어지지 못해 여전히 옛 번사들에게 반란 진압을 의존하는 상황이었다. 1869년 12월 1일 야마구치번에서 다이라쿠 겐타로가 이끄는 기병대의 취급을 둘러싸고 탈대소동이 벌어져 야마구치번병과 징병 1개 대대가 기병대를 진압하는 일이 있었으며 그후에 니쿄 사건이 일어나자 정부는 육군 소장 시조 다카우타를 파견해 가고시마·구마모토·야마구치의 번병을 통솔해 이를 진압하도록 했다. 1873년 이후에는 혈세잇키가 각지에서 잇따랐고 이들은 징병 부대에 의해 진압되었다.
1874년부터는 사족 반란이 계획적·조직적으로 일어나기 시작해 내전의 조짐까지 보이기 시작했다. 1874년 2월 사가의 난, 1876년 10월 신푸렌의 난, 1876년 11월 하기의 난 등은 특히 규모가 컸으며 진대가 출동해 이들을 진압했다. 이 와중에 1874년 4월부터 10월까지 대만 출병이 이루어졌는데 이는 근대 일본 육군의 최초 해외 파견이었다.

세이난 전쟁의 하나인 다바루 언덕 전투.

메이지 6년 정변 이후 가고시마로 돌아간 사이고 다카모리에 의해 1877년 2월 세이난 전쟁이 발발했다. 아리스가와노미야 다루히토 친왕이 정토대총독에 임명되었고 제1·2·3여단이 파견됐다. 이는 임시이긴 했지만 일본군 최초로 편성된 여단이었다. 반란의 저항이 거세자 정부는 제4여단과 별동제1·2·3·4여단을 추가로 파견했고 별동제5여단과 신찬여단까지 편성해야 했다. 이중 별동제3·4여단과 신찬여단은 진대병이 부족하여 경찰관을 병사로 차출하는 상황에까지 내몰렸다. 7개월에 걸친 전투 끝에 정부군이 승리할 수 있었는데 이는 최고통수부의 정략·전략이 잘 들어맞았고 육해군의 협조가 원활했으며 군수가 잘 정비되었기 때문이었다. 창설된 지 얼마 되지 않았던 일본 육군에 있어서 세이난 전쟁은 실전 경험을 쌓을 수 있는 좋은 기회가 되었지만 한편으로 미숙한 전투 훈련·철저하지 못한 장병 정신 교육·불충분한 지휘관의 지휘 능력·완비되지 않은 징병 조직·동원 체제의 흠결 등 몇 가지 문제점도 드러났다.
이 무렵 군의 예산은 1871년 9월 기준으로 육군은 100만 냥, 해군은 50만 냥으로 고정되어 있었는데 육군은 이외에도 내전을 진압하기 위해 25만 냥을 배분받았다. 1872년부터는 일본 대장성에서 관리하던 군인 월급을 육군 예산에서 지급하기 시작했다. 1874년부터 군비에 충당하기 위해 매년 궁중어용금 3만 6,000엔을 지급받아 군비 증강에 매진했다. 1880년 무렵에 이르면 정부의 방만한 재정 운용이 물가 폭등을 불러일으켰고 군사비도 압박을 받기 시작했다. 유신 이래 정부는 군비 확충을 위해 예산을 우선적으로 할당하고 있었는데 이것이 어렵게 되었다.

## 군비 확충

### 세이난 전쟁 이후의 재편제
세이난 전쟁 이후 자유 민권 운동에 따른 정변에 대응하기 위해 육군의 즉응성 확립을 위한 개선이 필요해졌다. 군의 작전 활동을 정부에서 떼어내어 자유롭고 신속하게 움직이는 것을 목적으로 하여 기존의 프랑스식 훈련 대신 1878년부터 독일 육군을 모범으로 한 병제 개혁을 시도해 참모본부와 감군본부를 설치했다. 참모본부는 천황 직속 기구였기에 군령 기구가 태정관 정부에서 분리되었고 이로써 육군은 군령과 군정의 소관 기구가 서로 다른 이원화된 조직으로 변모했다.
1878년 8월에 일어난 다케바시 사건 등 자유 민권 운동이 고조되어 감과 함께 군인이 정치에 관여하는 사건이 늘기 시작했다. 군인으로서의 규율을 지키고 군인을 포상·처벌하는 내용을 담은 「독법」이 이미 1872년 제정되었지만 다케바시 사건을 계기로 육군경 야마가타 아리토모는 「군인훈계」를 제정해 군인 도덕의 확립을 꾀하고자 했다. 하지만 「군인훈계」는 봉건적인 무사도에 기반한 군주와 무사의 관계를 천황과 군인의 관계로 치환한 것에 불과해 효과를 담보하지 못했다. 1879년 도쿄쇼콘자를 야스쿠니 신사로 개칭하고 관폐사(官幣社)로 지정했다. 야스쿠니 신사는 전사자의 명예를 드높여 사기를 앙양하기 위해 존재했으며 육해군성이 내무성과 함께 관할했다. 1881년 1월 병과의 하나로 헌병이 처음 창설되어 도쿄헌병본부가 설치됐다. 12월에는 「육군 형법」이 제정되었으며 1882년 1월 4일 메이지 천황이 「군인칙유」를 반포했다.
군인의 처우·상벌에 관한 제도가 정비되는 것과 함께 각종 군학교의 발전도 이루어졌다. 1877년 육군유년학교가 육군사관학교에 통합되었고 1882년 11월 참모를 양성하기 위해 육군대학교가 설립되었고 1887년 6월 사관후보생 제도가 도입되어 1888년 11월 1기생이 입교했다. 사관학교에 통합된 유년학교는 1897년에 부활했으며 그 외에도 1886년부터 1889년에 걸쳐 육군야전포병학교, 육군군의학교, 육군수의학교, 육군경리학교, 육군기병학교, 육군포공학교 등이 차례로 설립되었다.

### 독일식 군제의 도입과 병기의 진보
본래 막부 육군은 프랑스식 군제를 받아들였지만 기슈번은 독일식 군제를 받아들이는 등 병제가 모두 제각각이었다. 이후 메이지 신정부가 1872년~1880년, 1884년~1889년에 파견된 프랑스 군사 고문단의 도움을 받아 근대적 육군을 창설했다. 하지만 프로이센-프랑스 전쟁이 1871년 5월 프로이센의 승리로 끝나자 일본은 군제를 독일식으로 재편성하는 것에 관심을 가졌다. 당시 육군대학교는 교관이 부족해 인재 육성에 차질을 빚고 있었는데 독일 제국에서 주재무관으로 근무한 가쓰라 다로의 진언을 계기로 육군은 독일식 군제를 받아들이고 병학을 배우기로 결정했다. 일본 육군은 독일 육군 참모로 있던 소령 야콥 맥켈을 초빙하여 3년에 걸쳐 육군의 대대적인 개혁을 이끌어냈다.
육군대학교의 개혁은 맥켈의 엄격한 지도하에 진행되었다. 이와 함께 육군의 정책도 1887년 무렵부터 독일 육군식으로 전환되기 시작했다. 예를 들어 1891년 개정된 보병 교범은 독일 육군 교범을 모범으로 한 것이었다. 당시 일본 육군은 단발식 소총이 주류를 이루었는데 독일 육군 교범에 따라 연발식 소총을 도입하여 프랑스식의 수세적 태도에서 벗어나 독일식의 공세적 태도를 지향하고 단기 결전을 중시하게 되었다.
병기도 현저하게 진보하여 1880년 당시 소좌였던 무라타 쓰네요시가 개발한 무라타 소총이 채용되었으며 오사카 포병 공창이 75mm 포를 생산하기 시작했다.

### 사단제 도입
메이지 6년 정변과 세이난 전쟁 이후에도 일본은 조선 진출을 노렸고 1875년 9월 운요호 사건을 통해 1876년 2월 강화도 조약을 이끌어냈다. 하지만 1882년 7월의 임오군란과 1884년 12월의 갑신정변 과정에서 조선을 속국으로 생각하는 청나라의 간섭으로 일본은 조선에서 영향력을 충분히 확보하지 못했다. 이는 일본이 청나라와의 관계를 무력 충돌로 발전시켜야 한다는 생각을 낳게 만들었다.
조선을 둘러싼 시국의 변화에 따라 육군은 1882년 군비 확충 계획을 입안했고 1884년부터 10개년 계획을 진행하고자 했다. 이는 해외 진출을 위해 육군을 정비하고 대폭적으로 증강한다는 것을 의미했다. 맥켈의 조언을 받아들여 오야마 이와오 등은 1888년 5월 12일 거점 수비를 중시한 진대제를 폐지하고 기동성이 탁월한 사단제를 채용했다. 6개의 진대가 사단으로 개편되어 각각 제1·2·3·4·5·6사단이 되었으며 근위연대도 근위사단이 되어 고쿄를 수호하고 봉련을 수행하는 일을 맡았다.
1889년 1월에는 「징병령」을 대대적으로 개정하여 전시에는 평시의 3배에 달하는 병력을 동원·조직할 수 있는 법적 기반을 마련했다. 이로써 통수·근대 병비·교육 훈련 등을 충실히 하여 해외 진출을 위한 실력을 정비할 수 있었다.

### 중앙 기구 개편
1885년 12월 정부는 기존의 태정관제를 고쳐 내각제를 도입했다. 1886년 3월 육군의 군령 기구였던 참모본부를 육해군 통합 군령 기구인 참모본부로 고쳤다. 그러다가 1893년 해군 군령부가 독립하면서 참모본부는 다시 육군의 군령 기구로 돌아왔고 이때부터 참모본부와 군령부가 병렬하여 천황 직속으로 군령을 총괄하기 시작했다. 또한 이때 「전시 대본영 조례」가 제정돼 전시에는 대본영이 설치되어 참모총장은 군령부장을 지휘하에 넣어 전쟁 지도를 하는 체제가 설계됐다.
참모본부와 함께 설치됐던 감군본부는 1885년 5월 감군부로 개칭됐지만 유명무실한 조직이었기에 1886년 7월 폐지됐다. 1888년 5월 이름만 같은 새로운 감군부가 창설되었는데 이는 천황 직속 감군을 두고 육군의 군대 연성을 기획하기 위한 기구로 훗날 교육총감부로 이어지게 된다. 감군의 산하에는 장교학교감·기병감·공병감·병참병감 등이 놓였다.

## 외정기
난파당해 표류하던 일본인 선원 54명이 대만의 원주민인 파이완족에게 피살당하는 사건이 1871년 발생했다. 이 사건은 1874년 근대 일본군의 최초 해외 파병인 대만 출병으로 이어졌다. 이후 일본은 차츰차츰 군비를 강화해 나갔다.

### 청일 전쟁
1894년 일본에 인접한 조선에서 동학 농민 혁명이 발생했다. 조선 조정은 정부군을 보내 진압을 시도했지만 실패했고 청나라에 원군을 요청했다. 청나라는 직레성에 병력을 집결하는 한편 톈진 조약에 따라 이 사실을 일본에 알렸다. 임오군란과 갑신정변 등 1880년대 조선에서 일어난 정치적 혼란은 청나라가 조선에서 영향력을 키우는 데 도움을 주었기에 청나라의 세 번째 출병을 일본은 대단히 경계했다. 일본은 청나라가 정식으로 출병 소식을 일본에 알리기도 전에 오시마 요시마사가 지휘하는 병력 약 8,000명으로 구성된 여단을 조선에 파병하기로 결정했다. 당시 청나라는 3,000여 명의 병력을 파견했는데 일본이 예상보다 많은 병력을 보내자 추가 병력을 보내기로 했고 일본은 이 이상 청군이 조선에 상륙한다면 필요한 조치를 취하겠다고 위협했다. 이를 허세라 생각한 청나라가 추가 병력을 보내자 7월 23일 새벽 일본군은 행동을 개시해 경복궁을 장악하고 조선왕 고종의 신변을 확보했다.

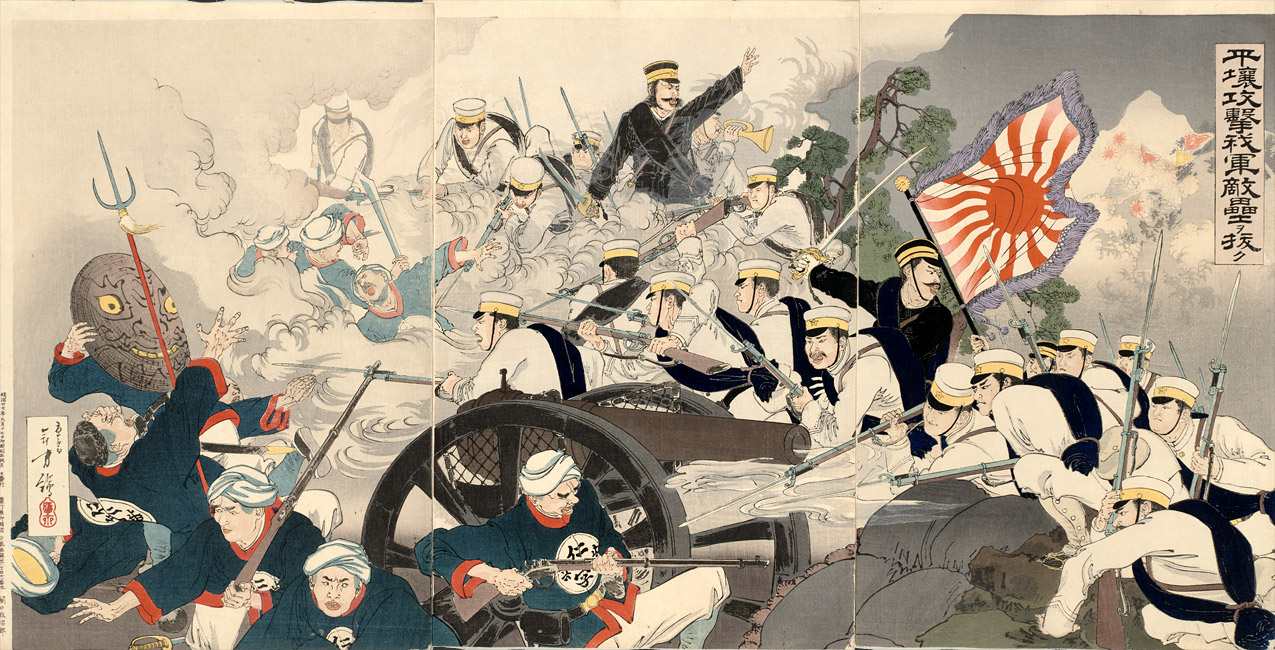
청일 전쟁의 일부인 평양 전투.

일본 육군 제5사단은 청군의 추가 파병을 막기 위해 제물포에 상륙했고 일본 해군은 조선의 제해권을 장악하고자 했다. 일본군은 미리 파견된 청군을 공격했고 패배한 청군은 평양으로 후퇴했다. 9월 15일 일본군이 평양을 공격하여 평양 전투가 벌어졌고 하루만에 청군은 5,000명의 사상자를 내고 도주해야 했다. 8월에 투입되지 못했던 청나라의 북양수사가 9월 조선에 파견되자 청일 두 해군이 황해 해전에서 맞붙었고 청군은 10척 중 8척이 침몰되거나 파손되는 피해를 입으며 후퇴했다.
승기를 잡은 일본군은 제3사단과 제5사단으로 구성된 제1군으로 하여금 압록강을 넘어 청나라 본토로 진격하게 했다. 가쓰라 다로가 이끄는 제3사단이 요동반도의 도시들을 점령했고 오야마 이와오가 이끄는 제2사단은 요동반도 남쪽 해안에 상륙했다. 이후 포위된 여순에서 11월에 벌어진 여순 전투에서 일본군은 하루만에 여순항을 함락하는 데 성공했다.
청나라는 더 이상 전쟁을 지속할 여력이 없었고 일본은 보급과 날씨 문제로 더 이상 진격하기 힘들었다. 결국 청나라가 협상을 제안했고 시모노세키 조약이 체결되면서 전쟁은 끝이 났다. 이때 일본이 청나라로부터 받은 막대한 배상금의 대부분이 군비로 흘러갔고 이를 바탕으로 1896년 5월 12일에는 제7사단이, 1898년 10월 1일에는 제8·9·10·11·12사단이 창설됐다.

### 의화단 운동
1899년부터 청나라의 비밀결사 조직인 의화단이 외국인 선교사나 가톨릭교도들을 학살하고 서양식 기반시설들을 파괴하는 운동을 벌이기 시작했다. 이는 영국이나 프랑스 등 베이징의 외국인 공사관이 포위되는 사태로까지 발전했고 영국·프랑스·러시아·독일·이탈리아·오스트리아-헝가리·미국·일본 등 열강 8국이 병력을 모아 의화단 운동을 진압하기로 결정했다.
6월 초 영국 해군 제독 에드워드 시모어가 이끄는 2,000여 명의 소규모 병력이 청나라에 출병했지만 숫적으로 열세인 상황에서 베이징 입성에 실패하고 톈진으로 물러났다. 일본 육군 참모본부는 청나라의 상황이 악화하고 있다고 판단하여 병력 투입이 필요하다고 주장했지만 정부는 청일 전쟁 직후 있었던 삼국 간섭의 재현을 두려워해 이를 거부했다. 하지만 불과 3일 뒤 참모본부는 후쿠시마 야스마사 소장이 지휘하는 1,300명의 병력을 청나라에 파견했고 7월 5일 톈진에 상륙했다.
한편 청나라 정부는 외세의 개입에서 벗어날 수 있는 기회라 판단하고 6월 21일 외세와의 전쟁을 선포했다. 당시 청나라와 가장 가까이 있던 나라가 일본이었고 또 제2차 보어 전쟁으로 병력 확보가 어려웠던 영국은 일본에 추가 파병을 요청할 수밖에 없었다. 외무대신 아오키 슈조는 이 기회를 포기해선 안 된다고 주장했고 총리대신 야마가타 아리토모는 아오키의 의견에 동조하면서도 대규모 파병에 대한 영국의 보증을 요구했다. 베이징에서 포위된 열강의 공사관을 해방하기 위해 지상 병력이 필요했고 결국 7월 8일 영국 정부는 일본 정부에 100만 파운드를 제공하겠다고 밝혔다.
며칠 뒤 야마구치 모토오미 중장이 이끄는 제5사단이 정식으로 출병했는데 당시 열강 8국이 파견한 병력 17,000명 중에서 일본군이 파견한 병력이 3,800명이었다. 7월 14일 톈진을 점령한 뒤 8월 14일 포위된 공사관을 해방하는 데 성공했다. 이때 열강 8국의 군대는 33,000명이었고 일본군은 40%를 차지하는 13,000명이었는데 영국군에 의하면 당시 일본군은 지나친 공격 의지를 보여 많은 사상자를 냈다고 한다. 예를 들어 톈진 전투에서 전체 사상자 730명 중 400명이 일본군이었으며 베이징에서도 전체 사상자 중 453명 중 일본군이 280명으로 일본군이 열강 8국에서 차지하는 비중보다 사상자의 비중이 더 컸음을 알 수 있다.

### 러일 전쟁

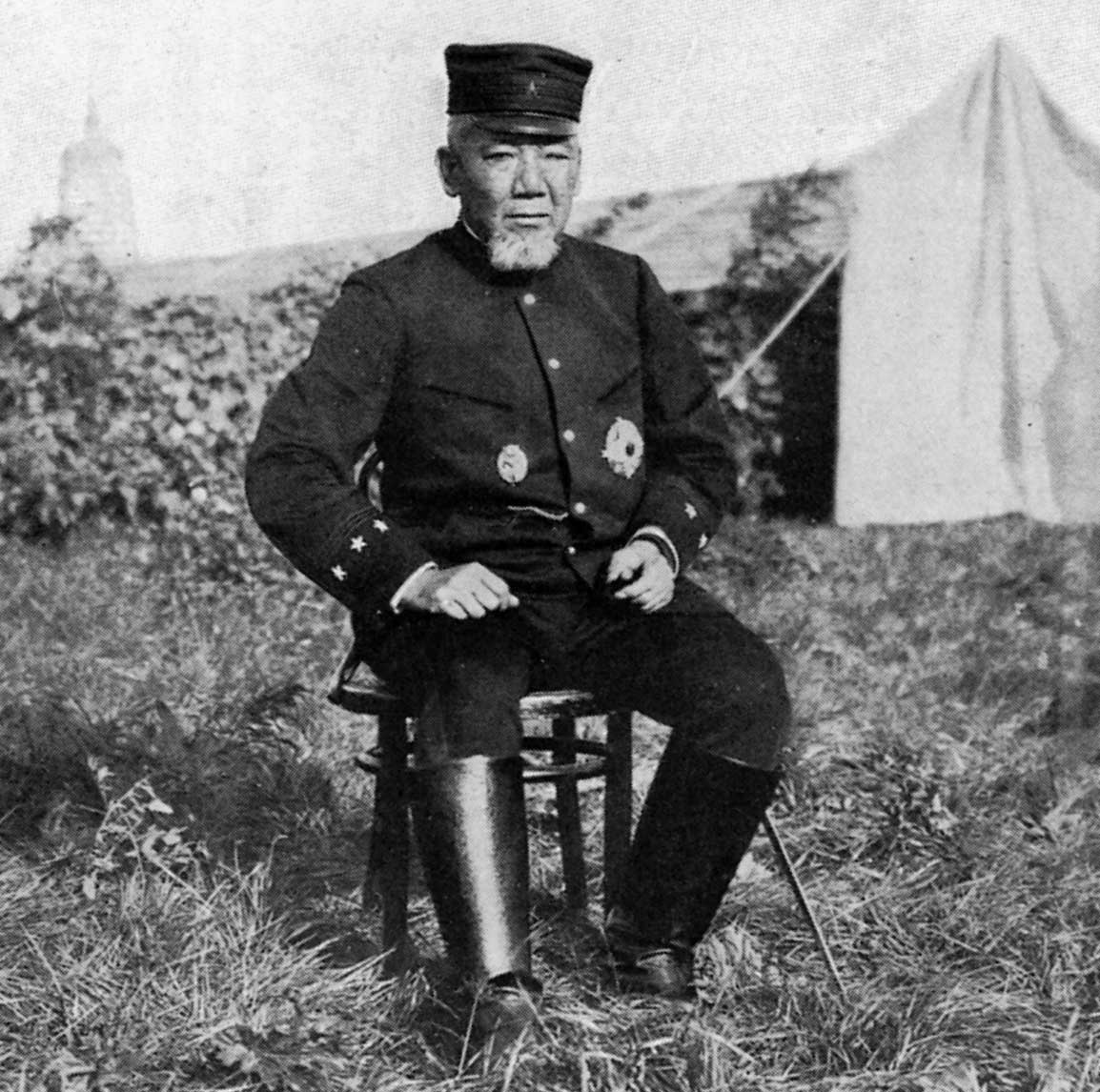
만주군 총사령관 오야마 이와오 원수육군대장.

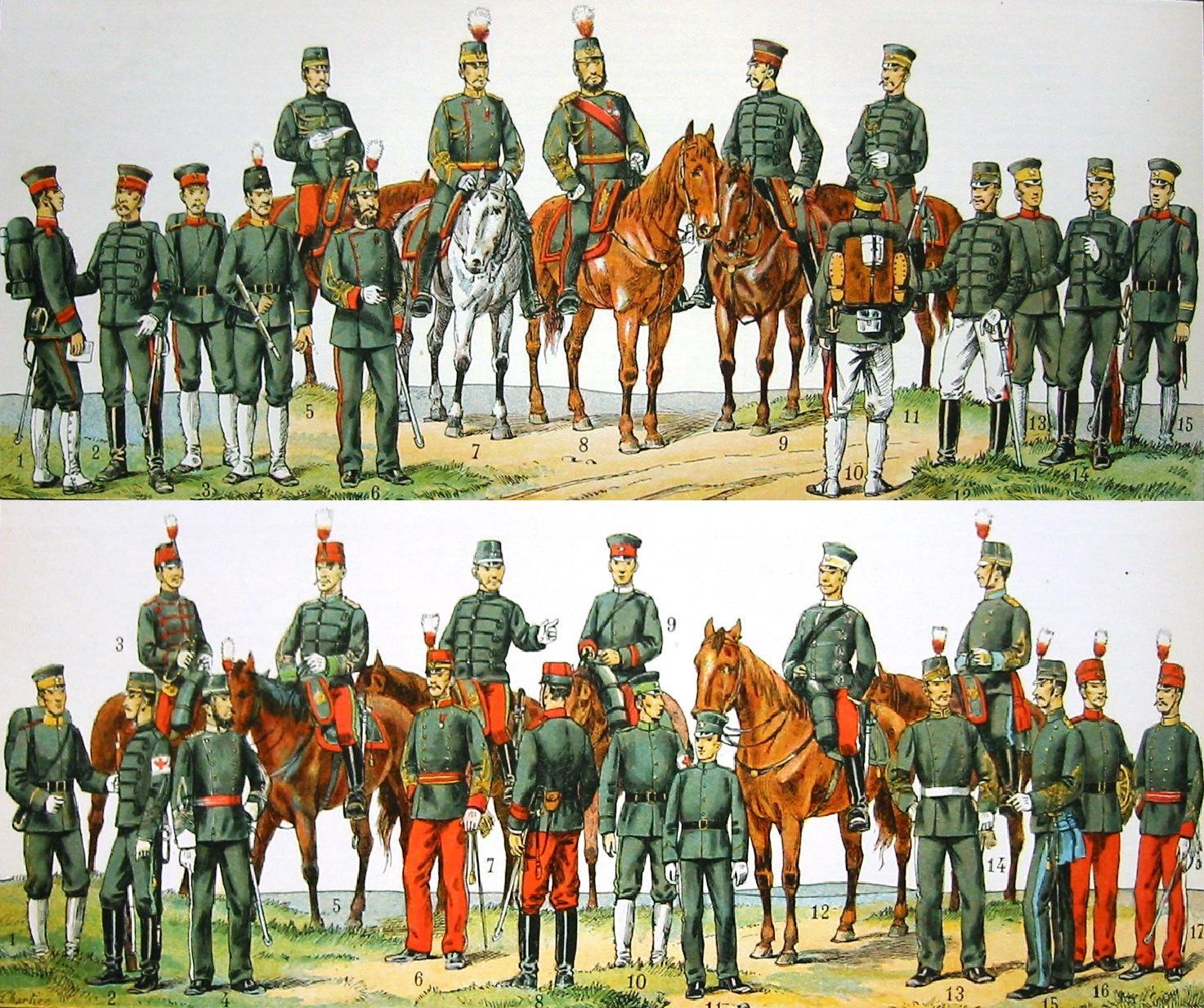
일본 제국 육군의 장병이 입은 군복을 묘사한 일러스트. 1900년 프랑스 백과사전에 수록된 것이다.

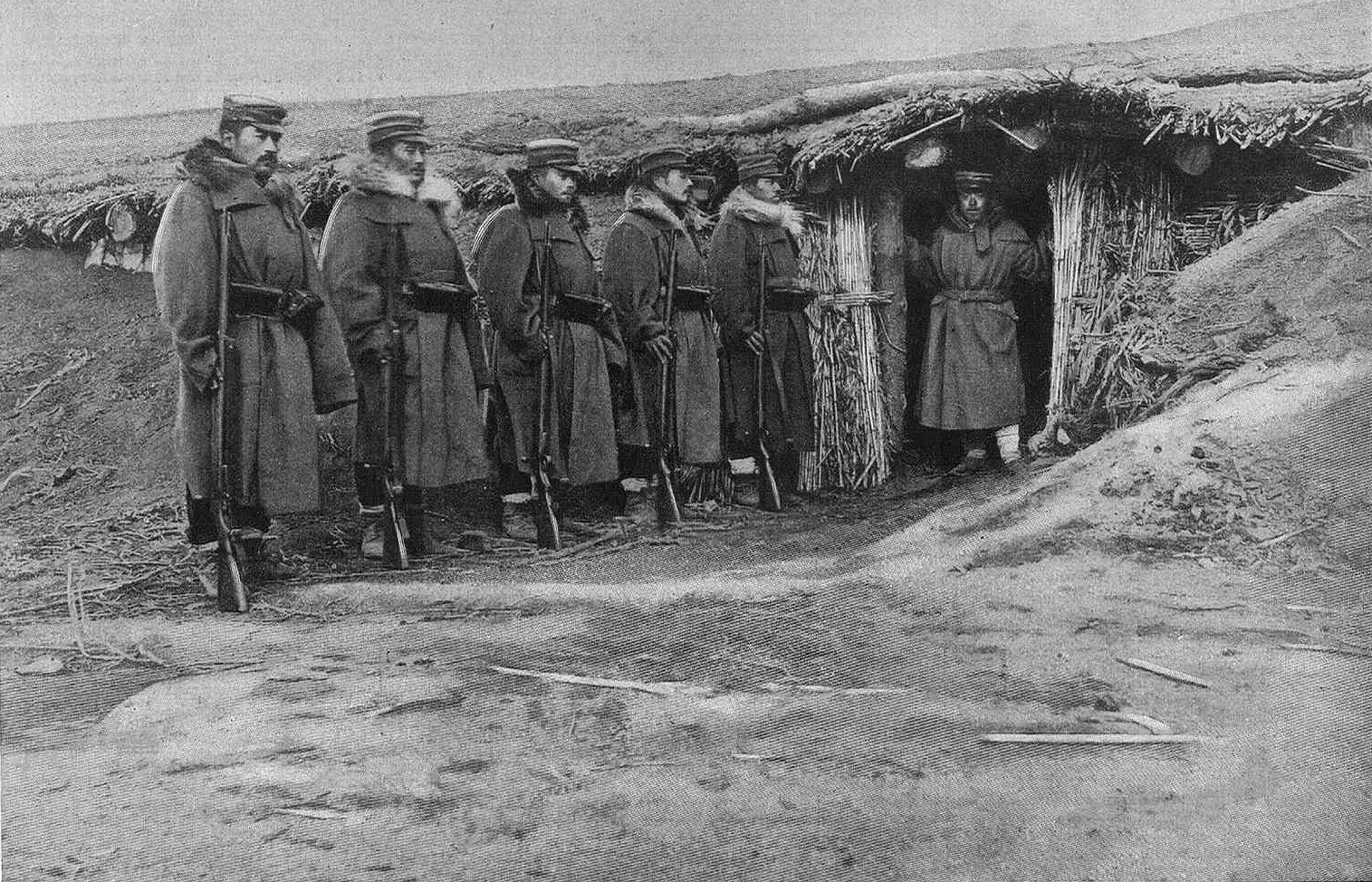
러일 전쟁에 참전한 일본인 병사.

일본은 청나라와의 전쟁에서 승리한 뒤 대만과 함께 랴오둥반도를 할양받았지만 러시아 제국은 랴오둥반도가 청나라의 수도 베이징과 가까워 청나라의 안보를 위협한다며 할양에 반대하고 나섰다. 일본은 결국 랴오둥반도를 청나라에 반환했다. 한편 일본은 조선에 대한 영향력을 키우길 원했는데 부동항 확보를 위해 끊임없이 남하하던 러시아와 만주·조선에서 충돌하게 되었다. 이런 배경 속에서 일본은 러시아에 대한 위협론이 분출하여 러시아와의 일전을 생각하게 되었다.
1904년 2월 일본은 여순항과 인천항에서 러시아 해군을 기습 공격하여 러시아와의 전쟁을 시작했다. 수차례의 전투 끝에 러시아 해군 제독 스테판 마카로프가 전사하고 러시아군이 철수하면서 여순항 해전은 일본의 승리로 끝났다. 6월 오야마 이와오 원수육군대장을 총사령관으로, 고다마 겐타로를 총참모장으로 하여 만주군이 결성되어 만주에서 러시아 육군과 대결했다. 일본군은 막대한 출혈을 입으면서도 압록강 회전, 여순항 포위전, 요양 회전, 사하 전투, 산데푸 전투 등에서 승리를 거두었다. 일본 해군은 여순항 봉쇄 작전에 실패한 뒤 황해 해전에서도 러시아 태평양 함대를 놓치는 실책을 저질렀는데 여순항 해전 당시 육군이 203고지를 공격하자 태평양 함대를 공격하여 완파하는 데 성공했다. 1905년 3월에는 격렬한 사투 끝에 일본군이 봉천 회전에서 승리했다. 이후 5월에 두 나라 해군이 맞붙은 쓰시마 해전에서 일본군이 승리하면서 러일 전쟁은 일본의 승리로 막을 내렸다.
러시아군과 싸우기 위해 일본 본토에 있던 모든 사단이 전부 만주로 출병하여 일본을 지킬 병력이 남지 않자 1905년 4월부터 7월 사이에 제13·14·15·16사단을 새로 창설했고 1907년 11월에는 제17·18사단을 창설했다. 1910년 한일병합 이후 2개 사단을 교대로 조선에 파견하여 조선을 방어했다. 신해혁명을 계기로 수립된 중화민국 정부가 정치적 난맥상을 계속 이어가자 육군 내에서는 조선의 안보를 우려하는 목소리가 나왔다. 육군대신 우에하라 유사쿠는 조선을 지키기 위해 총리대신 사이온지 긴모치에게 2개 사단의 증설을 요청했는데 사이온지는 긴축을 이유로 이를 거절했고 내각과 군부의 대립 속에서 제2차 사이온지 내각이 붕괴하기에 이르렀다. 이후에도 육군은 사단 증설을 주장했고 결국 제2차 오쿠마 내각 때인 1915년 조선에 위수하는 제19·20사단을 편성하는 데 성공했다.

## 제1차 세계 대전
1914년 6월 오스트리아 황태자가 암살당한 사라예보 사건은 순식간에 유럽을 전쟁터로 만들었다. 7월 28일부터 8월 4일 사이에 영국, 프랑스, 독일, 러시아, 오스트리아 등 유럽의 주요 국가들이 차례차례 선전포고를 하면서 제1차 세계 대전이 시작된 것이다. 일본은 당시 영국과 영일 동맹을 체결한 상태였지만 자동 개입 조항은 없었고 동맹의 범위도 동아시아와 인도로 한정되어 있었기에 유럽에서 일어난 전쟁은 일본에게 무관했다. 영국 외무대신 에드워드 그레이도 주영 일본 대사 이노우에 가쓰노스케에게 이번 전쟁은 영일 동맹이 적용되지 않는다고 전했으며 8월 4일 일본 정부는 대외중립을 선언하기도 했다. 하지만 독일이 지배하고 있는 자오저우만 조차지 인근에서 영국 상선이 공격당할 위험성이 제기되자 영국은 일본에 참전을 요청했다가 철회하는 등 영국은 일본의 참전을 놓고 설전이 이어졌다.
일본도 마찬가지로 참전을 두고 논쟁이 벌어졌지만 외무대신 가토 다카아키가 강력히 주장하여 독일에 선전포고를 하고 참전 범위를 한정하지 않을 것을 각의결정하게 되었다. 영국은 참전 범위를 한정할 것을 일본에 요구했으나 일본은 이를 받아들이지 않았고 결국 자오저우만 조차지를 향후 중국에 반환할 것을 조건으로 영국은 일본의 참전을 받아들였다. 이후 일본은 8월 23일 독일에 선전포고를 한 뒤 칭다오 전투를 일으켰고 영국과의 합동 작전 끝에 칭다오 함락에 성공했다.
한편 유럽에서의 전쟁이 참호전으로 장기화하자 연합국인 영국, 프랑스, 러시아는 일본이 육군을 유럽에 파견해줄 것을 요청했다. 8월과 10월에는 3개 군단의 파견을 요청했고 1915년 3월에는 벨기에도 파병을 요청했다. 하지만 일본은 국익에 직접적 연관이 없는 곳에 군을 파견할 수 없다고 거절했다.
칭다오를 점령한 후인 1915년 1월 18일 일본은 중국의 위안스카이 정부에 21개조 요구를 들이밀었다. 주요 내용은 △독일이 중국 산둥성에서 가지고 있던 권익을 일본에 양보할 것 △관동주의 조차 기간을 연장할 것 △남만주철도주식회사의 권익 기간을 연장할 것 △연안부를 일본 이외의 국가에 할양하지 말 것 등이었다. 중국 내에서는 주권 침해라며 격렬한 반발이 일어났지만 위안스카이는 5월 9일 21개조 요구를 받아들였다.
제1차 세계 대전이 끝난 후 육군은 다수의 장교를 유럽에 파견했는데 이는 전쟁을 면밀히 조사하기 위함이었다. 이 과정에서 육군은 그때까지 모범으로 삼아 왔던 독일군이 왜 패배했는지와 참호전을 비롯한 총력전에 대해 연구했고 그 결과 단기간에 적의 주력군을 섬멸하기 위한 수단으로 보병의 침투전술을 통해 참호선을 격파하고 전차와 항공기의 지원 운용을 중시하는 전략과 전술을 갖추어나가기 시작했다.

### 시베리아 출병

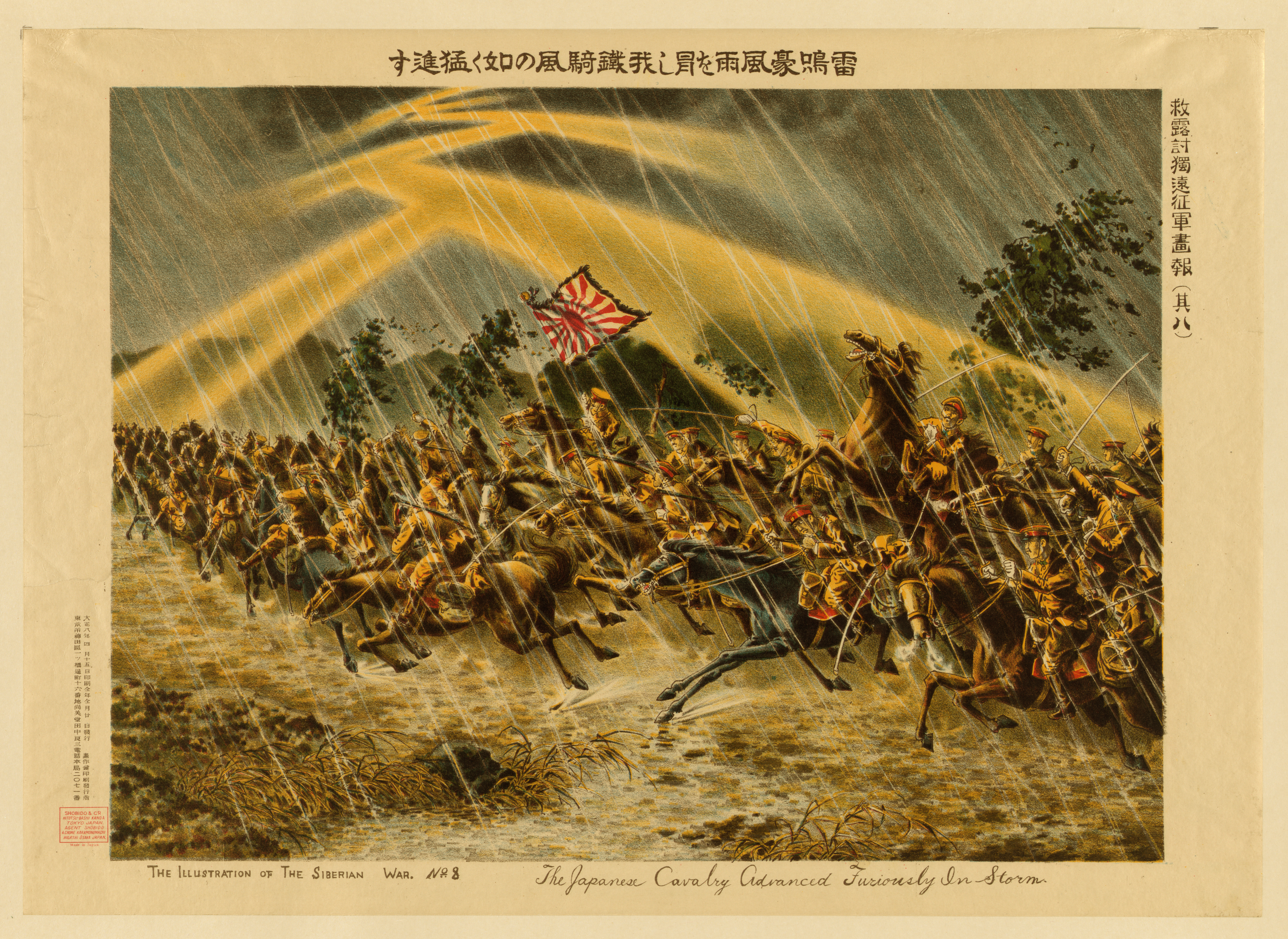
시베리아 출병에 나선 기병연대.

1917년 러시아 혁명이 일어나 러시아 제국이 무너지고 알렉산드르 케렌스키가 이끄는 임시정부가 들어섰다가 다시 블라디미르 레닌이 이끄는 공산주의 정부가 출범했다. 영국과 프랑스 등은 공산 정권에 대한 두려움을 느꼈지만 세계 대전이 한창이라 러시아에 간여할 여력이 없던 두 나라는 일본에 출병을 요청했다. 1919년 일본은 미국과 보조를 맞춰 시베리아 출병을 감행했다. 시간이 걸린 것은 영국·프랑스·미국과 보조를 맞출지에 대한 논쟁이 일본 내에서 있었기 때문이었다. 이미 전쟁이 끝난 시점이었기에 영국, 프랑스 등도 출병했지만 많은 병력을 보내지는 못했다. 이를 계기로 혁명에 찬성하는 세력과 반대하는 세력 사이에 러시아 내전이 일어났다.
일본은 당초 8,000명의 병력만 파견할 것이며 블라디보스토크에서 더 이상 진군하지 않겠다고 약조했지만 볼셰비키가 중심이 된 파르티잔과의 싸움이 이어지면서 사할린섬, 프리모르스키 변경주, 바이칼호를 침공하고 시베리아 이르쿠츠크에까지 도달했다.
이 무렵 연합국의 지원을 받은 러시아 백군의 지도자 알렉산드르 콜차크는 패전을 거듭하다가 1920년 콜차크 정권은 붕괴했다. 이에 연합국은 서서히 러시아 내전에서 발을 빼기 시작했고 일본 내에서도 철수를 요구하는 목소리가 높아졌다. 1921년 11월에 시작한 워싱턴 회담 당시 러시아 내전에 관여하고 있는 나라는 일본밖에 안 남았는데 미국과 영국은 일본이 극동에서 추가적인 이권을 노리는 것이 아닌가 의심하기 시작했다. 결국 일본은 시베리아에서 철수하기 시작했고 1922년 10월 러시아에서 완전히 물러났다.
시베리아에 출병하여 4억 엔이 넘는 비용을 지출하고 3,000~5,000명의 병력이 희생됐지만 얻은 건 아무것도 없었기에 실패한 정책이 되고 말았다.

## 군축기
1차 대전 동안 급속하게 팽창한 군비를 감당하기 어려웠던 연합국은 워싱턴 회담을 통해 군축을 결정했다. 육군대신이던 야마나시 한조와 우가키 가즈시게는 3차례에 걸쳐 군축을 단행해 제13·15·17·18사단을 해체하고 다수의 육군지방유년학교 등을 폐지하여 약 10만 명에 해당하는 병력 1/3을 줄였다.
1925년 무렵에는 육군 예산에 여유가 생기자 우가키는 육군의 근대화를 목표로 항공병과를 독립시키고 육군기갑정비학교·육군통신학교·육군비행학교 2개와 전차연대·고사포연대·비행연대 2개를 신설했다. 한편 평시 병력을 줄여도 유사시에 대비해 동원 병력수를 확보하기 위해 중등학교 이상 학교에서 교련 수업을 실시하도록 했다.
하지만 군축 결과 일본 육군은 열강의 육군에 비해 열세에 놓이게 되었다는 비판이 나왔고 육군 장교들이 강제로 퇴역하거나 군에 남더라도 진급 적체가 심해지는 등 군 내부의 불만이 팽배해졌다. 이런 불만 세력들은 아라키 사다오나 마사키 진자부로를 중심으로 결집하여 훗날 황도파를 만들게 된다.

## 만주사변과 중일 전쟁
쇼와 시대에 이르러서 육군은 통수권 독립을 내세우며 정부의 통제에서 벗어나 독단적인 행동을 자주 일삼기 시작했다. 황도파에 소속된 소장파 장교들은 1936년 2·26 사건을 일으켜 총리대신 오카다 게이스케를 제거하고자 했다. 쿠데타 자체는 실패했지만 이를 계기로 군부대신 현역 무관제가 부활하여 육군이 내각을 쥐고 흔들 수 있게 되었다. 그리고 공산주의에 대한 적개심과 두려움으로 소련을 가상 적국으로 규정하여 1920년대의 군축 기조를 끝내고 군비 확장으로 노선을 전환했다.

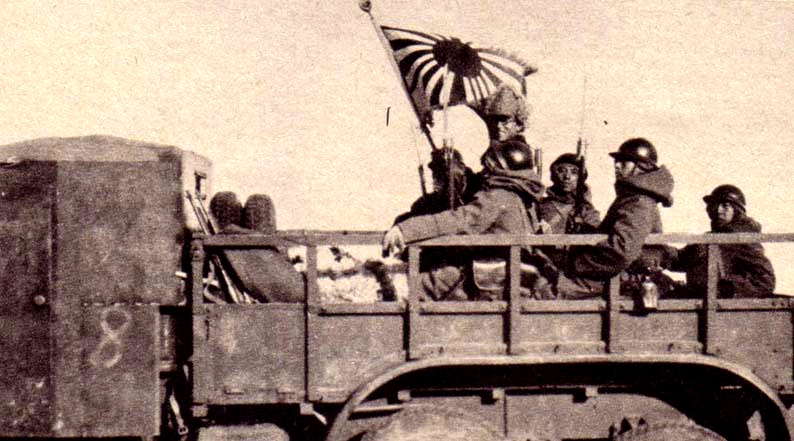
만주사변.

총력전을 준비하기 위해 필요한 자원을 확보하기 위한 목적으로 1931년 만주사변을 일으켜 만주를 점령한 뒤 만주국이라는 괴뢰국을 수립했으며 1937년에는 루거우차오 사건을 일으켜 중일 전쟁까지 일으켰다. 당시 중국은 장제스가 이끄는 국민정부의 통치를 받고 있었지만 장제스의 통치력은 지방에까지 미치지 못해 군벌이 각지에서 난립하고 있었다. 근대화를 이루지 못한 각 군벌은 일본군에게 연전연패당했고 북중국의 대부분이 일본에 점령되었다.
하지만 장제스는 일본에 항복하지 않고 제2차 국공 합작을 통해 중국국민당-중국공산당 공동 전선을 형성하여 일본에 철저히 항전할 것을 선포했다. 일본은 장제스를 굴복시키기 위해 장제스의 최대 세력권인 상하이를 공격해 상하이 전투를 일으켜 점령에 성공했지만 장제스는 항전을 이어갔다. 장제스는 나치 독일과 중독합작을 이어가 국민당에 소속된 국민혁명군으로 하여금 일본군을 섬멸코자 했지만 마쓰이 이와네 대장이 이끄는 일본군에게 완파당했다.
이후 일본군은 수도 난징을 공격해 난징 전투를 승리로 이끌고 난징을 점령했다. 한편 상하이 함락 이후부터 독일 외교관 오스카 트라우트만의 중재하에 일본군은 평화 협상에 들어갔지만 난징 함락 이후 트라우트만 공작은 실패로 돌아갔다. 정전 시기를 놓친 두 나라는 이후 전선이 확대되어 지구전을 이어가게 되었다.

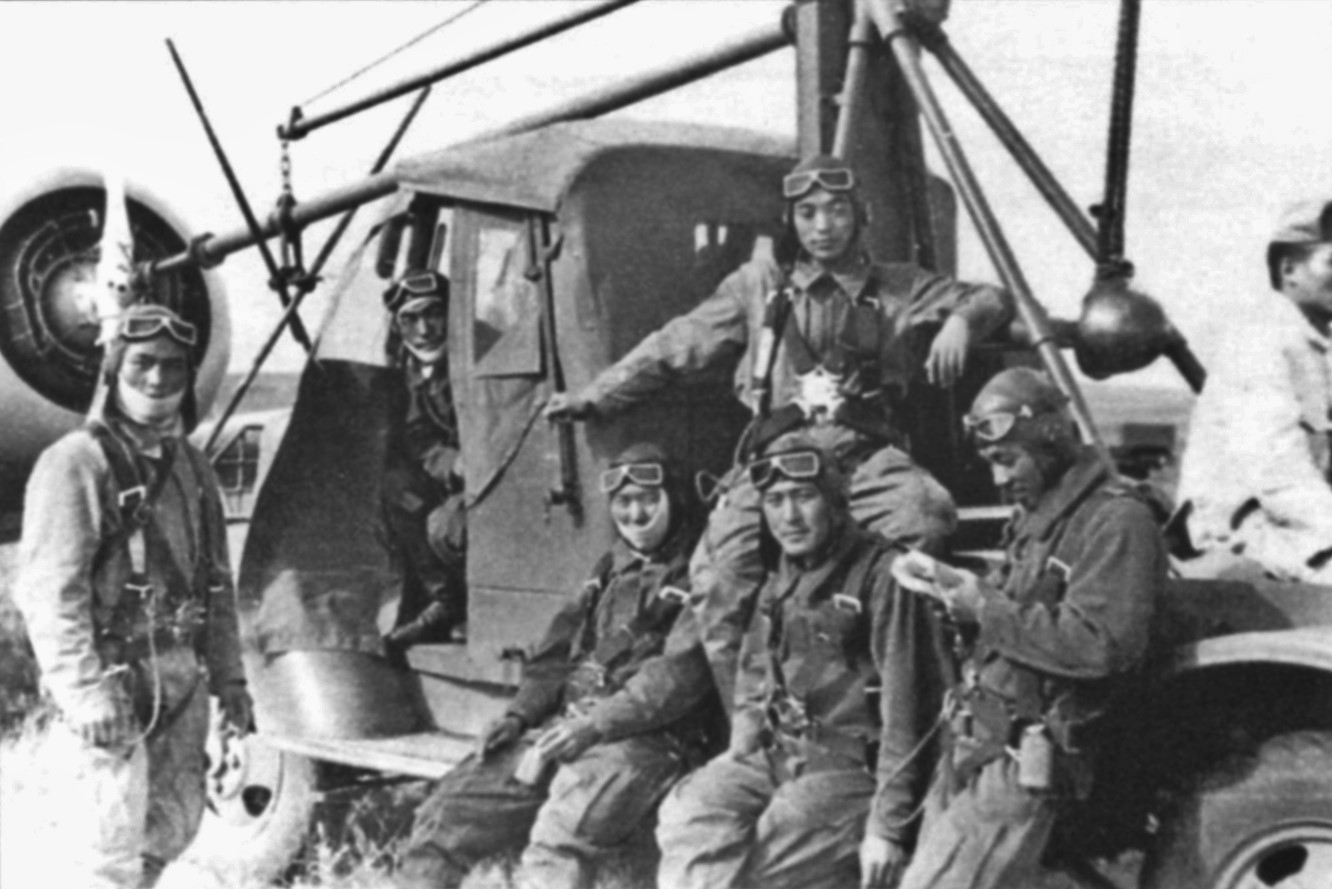
할힌골 전투에 참여한 육군 항공대 소속 전투기 조종사들.

한편 만주국과 소련·몽골 인민공화국 사이에서 1930년대 중반부터 국경 획정 문제가 불거졌고 결국 소련-일본 국경 분쟁으로까지 이어졌다. 1938년 7월에는 하산호 전투에서 충돌이 일어났는데 처음에는 일본 육군 19사단이 소련의 붉은 군대를 격퇴했지만 곧이은 소련의 반격에 일본군이 물러났다. 1939년 9월에는 할힌골 전투가 발생하여 하산호 전투보다 더 큰 피해가 발생했다. 일본 23사단이 크게 패배하자 정예로 분류되던 7사단을 투입했지만 성과를 이루지 못해 결국 물러났고 두 나라는 소련-일본 중립 조약을 체결하게 된다.
이 시기에는 미국을 비롯한 주요 열강이 이미 자동차 산업이 비약적으로 성장해 군의 기계화 수준도 상당했다. 할힌골 전투는 공업화가 늦었고 대숙청을 겪었던 소련조차도 이미 일본보다 군이 강성해졌다는 것을 명백히 알려준 것이었다. 이미 미국·영국과의 관계가 악화됐던 일본으로서는 이런 기술적 진보를 배우기가 힘들었고 자원도 부족했다. 이런 상황은 일본을 미국·영국과의 우호 관계를 유지하기보다 독일과 가까워지도록 만들었고 일본은 독일과 1936년에 방공 협정을 체결한 뒤 1940년에는 이탈리아까지 참여해 삼국 동맹 조약을 맺게 된다.

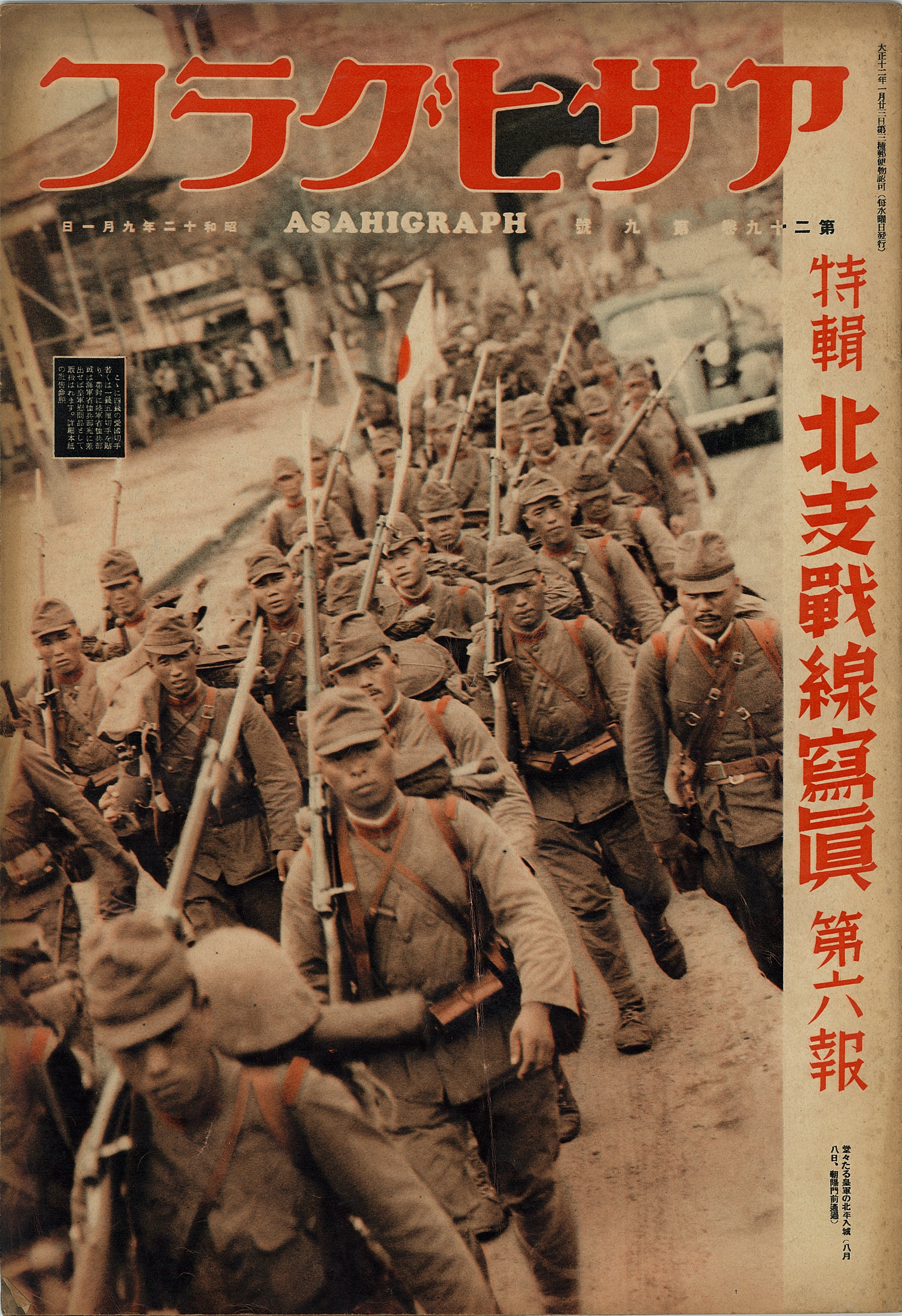
잡지 『아사히그라프』 1937년 9월 1일 표지. 황군의 베이징 입성을 다루고 있다.

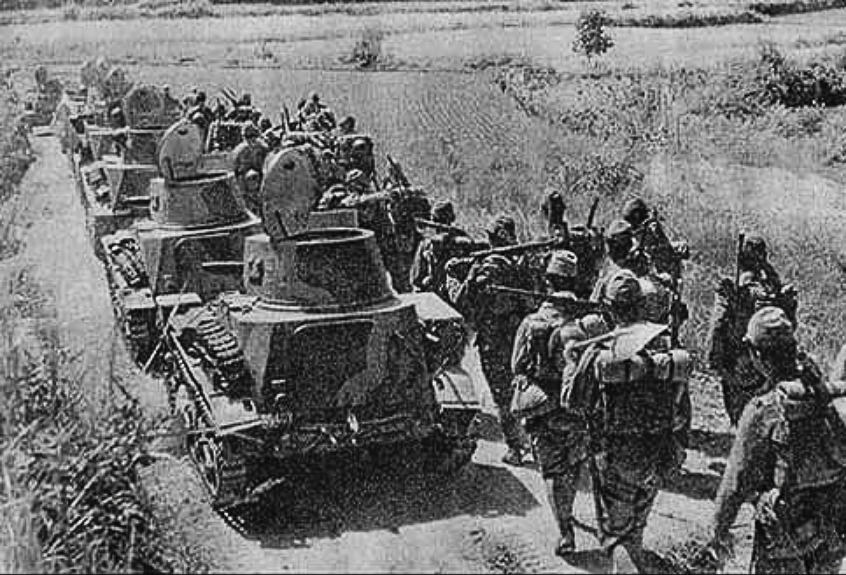
중일 전쟁에 사용된 94식 경장갑차.

1939년 9월 만주를 제외한 중국방면 육군 부대를 모두 관할하는 지나 파견군이 편성되었다. 하지만 중국과의 전쟁을 이어나가면서 일본은 국력의 심각한 소모를 겪는 한편 중국 대륙 진출을 둘러싸고 미국과도 대립하게 되었다. 보급의 중요성을 고려하지 않아 화북에 주둔하고 있던 부대는 식량 부족에 시달렸고 미국은 일본에 대해 경제 제재와 금수 조치를 취했다. 그럼에도 불구하고 일본은 전선을 확대하고 사단을 증설해 나갔는데 우선 우가키 군축 때 폐지되었던 제13·18사단이 1937년 9월에, 제15·17사단이 1938년 4월에 부활했으며 특설사단으로 제101·104·106·108·109·110·114·116사단이 만들어졌다. 그 외에도 만주와 중국에 무수히 많은 사단이 증설되었고 사단을 통솔하기 위해 상급부대로 군을, 다시 군을 통솔하기 위해 방면군을 창설해야 했다.

## 제2차 세계 대전

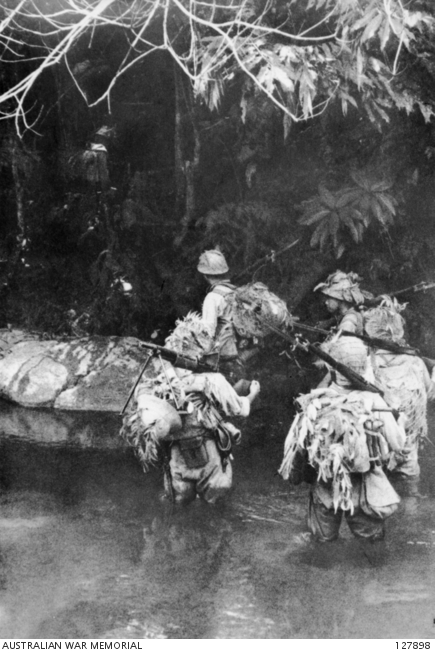
말레이 작전 당시 조호르바루를 공격하는 일본군.

1941년 11월 남방방면 육군 부대를 총괄하는 남방군이 편성된 후 12월 8일 남방 작전을 진행하기 위해 육군은 말레이반도에 상륙하고 해군은 하와이 진주만 공격을 감행했다. 직후 미국과 영국에 선전포고를 함으로써 일본은 제2차 세계 대전에 본격적으로 참여했다.

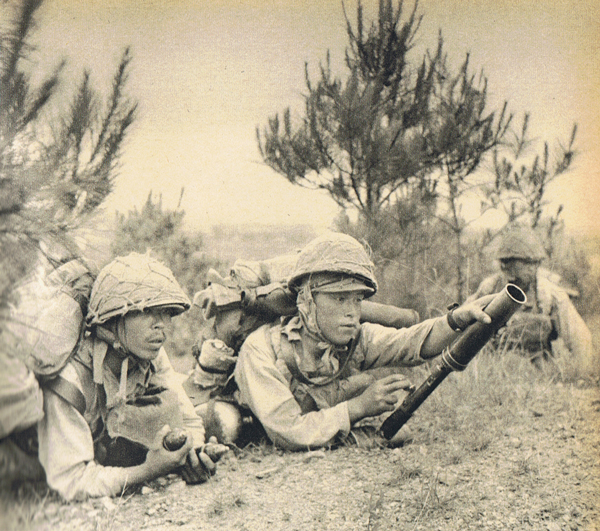
저장-장시 작전 당시 국부군과 교전 중인 제13사단의 병사(1942년 5월 30일).

야마시타 도모유키 중장의 지휘하에 항공부대·기갑부대·차량화보병이 투입된 말레이 작전은 제6전차연대의 시마다 도요사쿠 소좌가 이끄는 97식 중전차 치하와 95식 경전차의 기습 공격을 필두로 쾌속전을 감행하면서 시작됐다. 싱가포르 전투와 홍콩 전투에서 영국군을 격파한 일본군은 팔렘방 유전 지대가 있는 네덜란드령 동인도를 노렸다. 이마무라 히토시 중장이 지휘하는 최정예 낙하산병으로 구성된 제1정진단의 낙하산 강하와 1식 전투기, 가토 다테오 중좌가 지휘하는 제59·64비행연대의 활약으로 팔렘방 점령에 성공했다. 버마 전역에서는 미국·영국·인도·중국 연합군을 격파하고 1942년 5월 미얀마 전 지역을 장악했다. 필리핀 전역에서는 더글러스 맥아더가 이끄는 미국 극동 육군의 저항에 직면했지만 홍콩 전투에서 활약한 제1포병대의 지원에 힘입어 코레히도르 전투를 거쳐 필리핀 점령에도 성공했다.

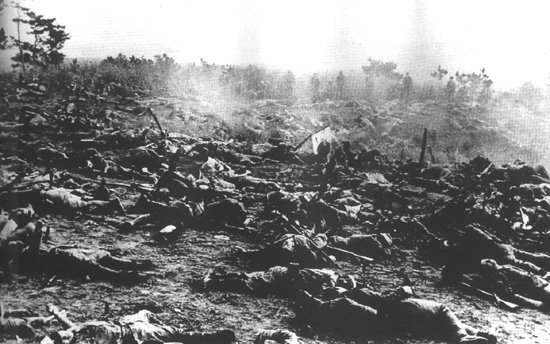
과달카날 전투 당시 2사단 소속 전사자들(1942년 10월 25일).

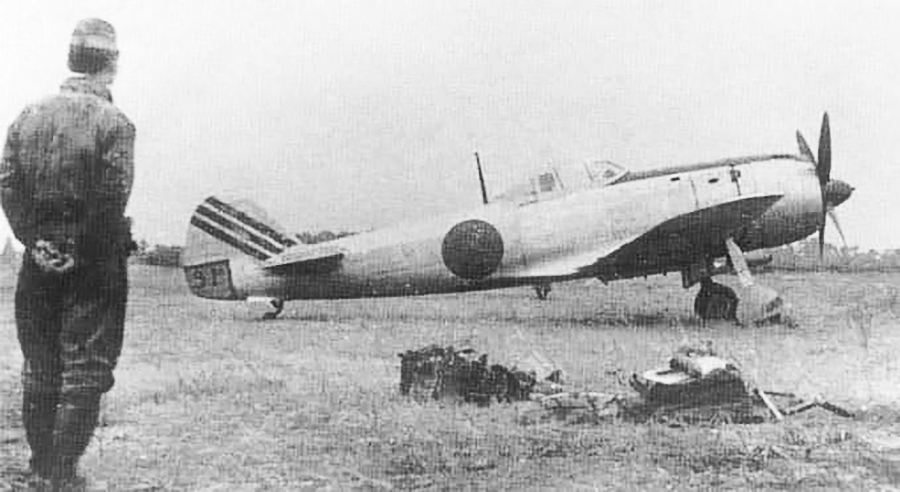
필리핀 방공전에 참여하기 직전의 4식 전투기.

이로써 육군은 영국·네덜란드·미국의 식민지를 제압하고 자원 지대를 확보한다는 당초의 목표를 달성했지만 해군의 진주만 기습 공격은 미국이 본격적으로 태평양 전쟁에 참여하는 결과를 초래했다. 1943년 중반 이후부터는 일본이 태평양에서 제해권과 제공권을 상실하기 시작했고 일본 본토는 만성적인 자원·식량 부족에 시달리기 시작했다. 과달카날 전역, 애투섬 전투, 사이판 전투, 괌 전투 등에서 일본 해군은 연전연패했고 육군도 버마, 뉴기니섬, 부건빌섬을 차례차례 빼앗긴 뒤 필리핀 전역에서 패배하면서 필리핀을 상실했다.
자원이 빈약하고 기초 공업력도 약하며 주변에 강력한 동맹국도 없는 상황에서 일본군 특유의 보급을 가볍게 여기는 태도는 전사자보다도 더 많은 아사자와 병사자를 만들어냈다. 점령 지역에서 무리하게 식량을 징발하여 수많은 현지 주민들도 아사했는데 이는 일본을 구미 열강의 식민 통치에서 구원해준 해방자로 여기던 식민지인들이 연합국에 다시 협력하도록 만들었다.
그런 상황 속에서도 펠렐리우 전투, 이오지마 전투, 오키나와 전투에서는 비록 최고지휘관이었던 나카가와 구니오 중장, 구리바야시 다다미치 대장, 우시지마 미쓰루 대장이 전사했지만 막료의 탁월한 지휘·현지 수비 부대의 용전·연합군에 입힌 막대한 피해는 미군에게도 상당한 출혈을 강요했다. 이오지마 전투는 미군이 비록 승리했지만 일본군보다 더 큰 손해를 감수해야 했고 오키나와 전투에선 사이먼 B. 버크너 중장이 포격으로 전사했다.

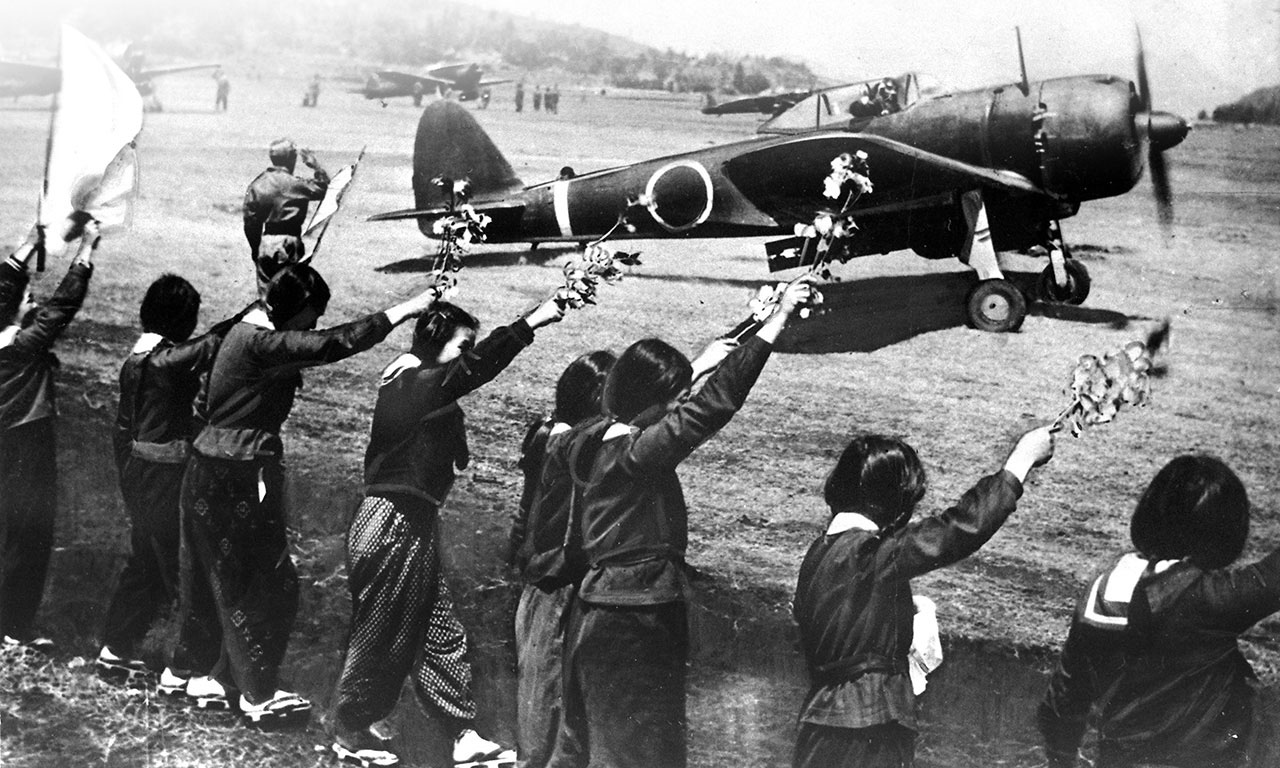
지란정에서 출격하는 제20진무대(1945년 4월).

1945년에는 일본 본토에 대한 공습이 시작됐다. 이로 인해 공업 기반 시설이 파괴되고 신병기 개발이 힘들어져 조악한 무기만 겨우 생산해내는 등 일본은 전쟁 능력을 급속히 상실해갔고 국민 생활은 파탄이 났다. 그럼에도 미국과의 항전을 이어가기 위해 육군은 40개 사단, 16개 독립혼성여단, 6개 전차여단을 신설했고 병력을 보충하기 위해 15세 이상 65세 미만 남성을 전투원으로 징용해갔으며 여성이나 아동 등 민간인들에게 죽창을 쥐어주고 군사훈련을 시키는 등 사태는 악화되어만 가고 있었다. 4월에는 결호 작전을 위해 제1·2·항공총군이 편성됐으며 나가노현 마쓰시로정으로 대본영와 고쿄를 이전하는 작업도 진행됐다.
한편 전쟁에서 패배하면 천황제가 폐지될지도 모른다는 두려움을 가지고 있던 일본은 중립국을 통해 평화 교섭을 희망했다. 특히 소련을 통한 중재에 일본은 사활을 걸었는데 소련은 소극적인 태도만 보이다가 8월 8일 심야 소련-일본 중립 조약을 일방적으로 파기한 뒤 포츠담 회담에 따라 일본에 선전포고를 했으며 9일이 되자 남사할린 침공을 개시했다.
육군 최강으로 불리던 관동군은 병력이 수차례 남방으로 차출되면서 약체화된 상태였기에 독일 육군과의 전투에서 풍부한 실전 경험을 쌓은 소련의 붉은 군대의 상대가 되지 못하고 분쇄되었다. 하지만 네모토 히로시 중장이 이끄는 주몽군은 몽강·화베이 방면에서 붉은 군대를 격퇴했으며 히구치 기이치로 중장이 이끄는 제91사단도 슘슈섬을 붉은 군대의 공격에서 지켜내는 등 성과도 있었다. 제15국경수비대가 수비하는 소련-만주 국경에서도 붉은 군대는 10배나 많은 병력을 보유했지만 2주일 이상 후터우 요새를 점령하지 못했고 후터우 요새는 2차 대전 최후의 격전지가 되었다. 이 당시 일본군은 작전용 항공기만 수천 대를 보유하고 있었지만 남방의 원유 운송에 차질을 빚어 연료가 고갈돼 운용할 수 없었고 1식 중전차 치헤·3식 중형전차 치누·2식 포전차 호이·3식 포전차 호이 III 등 신형 전차도 본토 결전을 위해 보존하고 있었다.
육군은 종전을 모색하면서도 전쟁을 이어나갈 뜻을 보였는데 미국이 원자폭탄을 본토에 투하하고 소련마저 참여하면서 일본은 결국 항복을 결정했다. 일부 육군 장교들이 이에 반발하면서 궁성 사건 등 쿠데타를 계획했지만 다나카 시즈이치 대장과 아나미 고레치카 대장의 반대와 진압으로 실패했다.

## 종전과 복원

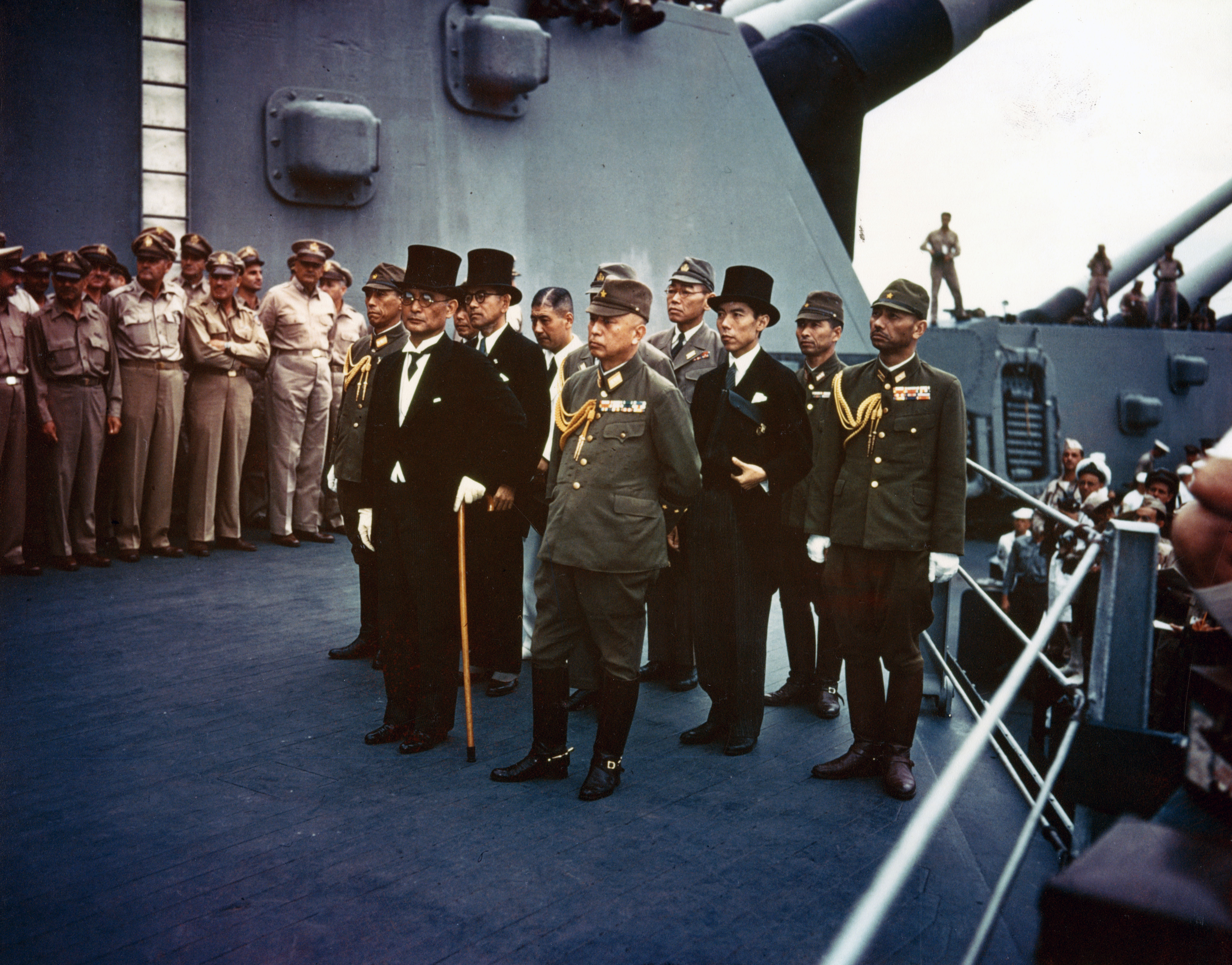
항복문서 조인식에 참석한 외무대신 시게미쓰 마모루와 참모총장 우메즈 요시지로.

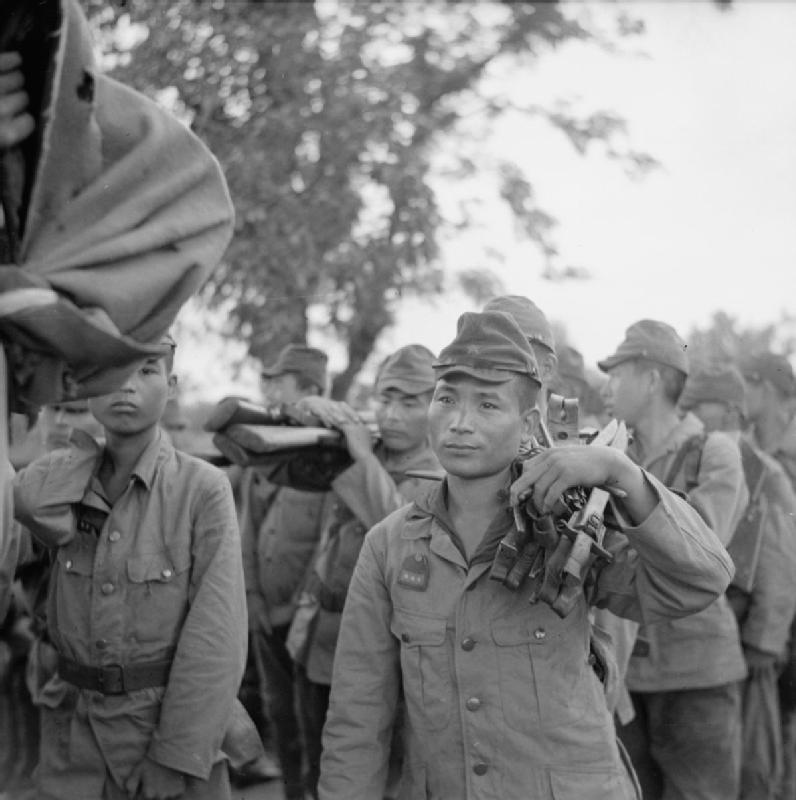
무장해제당하고 있는 일본군 병사.

포츠담 선언을 승낙하면서 일본군은 전역에서 전투 행동을 정지했고 각 지구를 관할하던 연합군에 항복하고 연합군의 관리하에서 복원 업무를 시작했다. 하지만 시대의 한계로 연락을 받지 못한 부대는 항전을 이어갔고 연합군도 전쟁을 일부 이어간 곳이 있었다. 또한 잔류일본병이 현지에 남아 제1차 인도차이나 전쟁, 인도네시아 독립 전쟁처럼 식민지의 독립을 위해 연합군과 함께 싸우거나 국공 내전에 참여하는 경우도 있었다.
군부 조직도 차례차례 해체됐다. 일본 육군성과 일본 해군성도 해체되어 제1복원성과 제2복원성이 되어 복원 업무를 지원했다. 복원성은 이후 후생성을 거쳐 일본 후생노동성으로 이어졌다. 참모본부 육지측량부는 내무성 지리조사소로 바뀌었다가 국토지리원이 되었다. 육군병원은 국립병원으로 개편됐다. 육군성 군무국은 복원 부대의 소재·명칭·인원 등을 숙지하고 있었기에 제1복원성 총무국이 되어 복원 업무를 담당했으며 참모본부 작전과는 제1복원성 사실조사부가 되어 전쟁사 작성을 준비하고 전략 연구를 진행했다.
패전 후 일본 정부는 제1차 세계 대전 후에 한스 폰 젝트 장군이 추진한 독일 국방군 재건을 참고하여 비밀리에 재군비의 핵을 남겨뒀다. 독일은 용인받은 소수 정예 치안 부대 전원에게 간부 교육을 시켜 장래 있을지도 모를 상황에 대비했고 아돌프 히틀러는 1935년 독일 재군비 선언을 통해 몇 년 사이에 일류 장비와 사기를 겸한 국방군 재건에 성공했다. 육군은 이를 본받아 고쿄를 수비하는 고노에 사단을 장래 재군비의 거점으로 삼고자 했고 일본 정부는 이를 위해 4,000여 명으로 구성된 금위부와 고쿄 위사총대를 설치했다. 또한 8월 29일 종전 처리를 신속히 처리하기 위해 필요한 경비력을 확보한다는 명목으로 약 25만 5,000명의 경찰력과 약 22만 7,000명의 무장헌병부대를 육군대신의 지휘·감독하에 잔류할 것을 비밀리에 결정했다. 그런데 이 정도 병력은 평시 육군 병력을 훨씬 뛰어넘는 규모였기에 10월 초에 수정되어 경찰관 18만 6,000여 명과 내란 진압·재해 대책을 위한 무장 경비대 2~6만 명을 두기로 했다. 하지만 이 계획은 연합군 최고사령부(GHQ)의 반대에 부딪혀 결국 실현되지 못했다.
GHQ 내부에서도 찰스 윌로비 소장처럼 일본군 재건 계획에 호의적인 경우도 있었다. 하지만 아리스에 세이조 중장이 금위부라도 남겨주길 원한다고 청원했을 때 윌로비는 어찌할 도리가 없다며 거절했다고 한다. 1946년 3월 GHQ는 최종적으로 금위부와 고쿄 위사총대의 해산을 명했고 이로써 일본군 재건 계획도 막을 내려야 했다. 이때 수백 명의 위사들이 무급여라도 좋으니 고쿄 수비 임무를 맡겨달라고 혈서를 제출했지만 각하됐다.

## 자위대와의 연결성
그런데 1950년 6.25 전쟁이 일어나고 주일 미군이 대거 한반도로 건너가면서 일본 안보에 공백이 생기자 8월 경찰예비대를 창설하고 옛 육군에서 하사관이나 병으로 복무한 사람·사관 후보생과 육군예과사관학교 생도들이 입대했다. 1951년 6월에는 패전 당시 소위였던 육사·항공사 58기생 중 245명이 제1기 간부후보생으로 채용되었고 10월 1일에는 육군 중좌 이하 좌관급 간부를 모집해 405명이, 12월 5일에는 위관급 간부 407명이 합류했다. 1952년 7월에는 육군성과 참모본부의 중추로 제2차 세계 대전을 지휘했던 스기야마 시게루 전 대좌와 스기타 이치지 전 대좌 등 대좌급 간부 10명과 중좌 이하 간부 수 명이 합류했다. 이로써 옛 육군 출신자들이 경찰예비대와 후신인 보안대의 중핵이 되었고 보안대가 이후 육상자위대와 항공자위대로 이어지면서 옛 육군의 영향력이 자위대에 남게 되었다.
실제로 육상막료장·항공막료장·통합막료회의 의장 등 자위대 요직의 대다수는 옛 육군 출신이 독점했으며 옛 해군 출신도 많았던 항공자위대도 육군 출신이 다수를 이루었다. 자위대 최후의 육군 출신은 패전 당시 사관후보생이었던 모리 시게히로로 제17대 항공막료장을 거쳐 제16대 통합막료회의 의장을 지냈다.
이마무라 히토시 전 대장, 시모무라 사다무 전 대장, 야스다 다케오 전 중장, 누마다 다카조 전 중장, 간 하루지 전 중장, 핫토리 다쿠시로 전 대좌, 니시우라 스스무 전 대좌는 방위청 고문이 되었다.

## 같이 보기
- 일본 제국 육군
- 일본 제국 해군의 역사